# Межгалактическая звезда

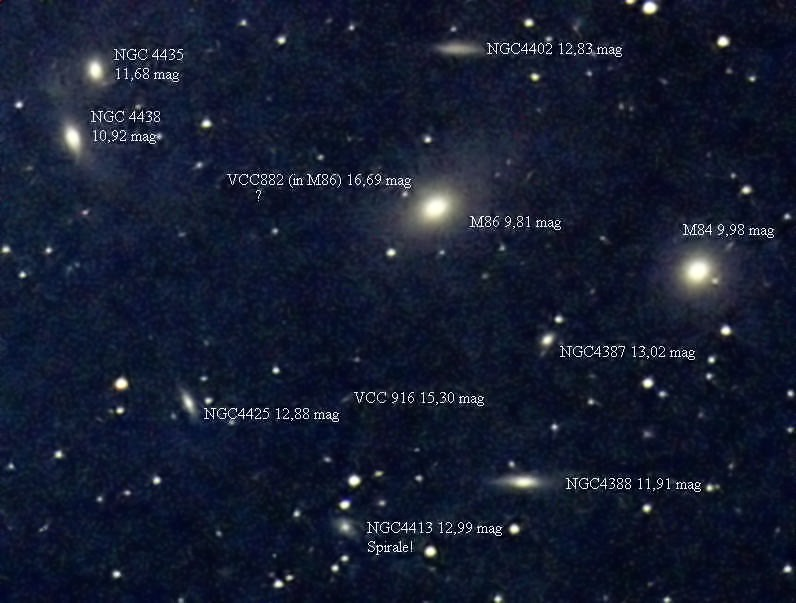
Скопление галактик Девы, где были впервые обнаружены межгалактические звёзды.

Межгалактическая звезда, также известная как звезда-изгой, — это звезда, гравитационно не связанная ни с одной галактикой. Происхождение подобных звёзд активно обсуждается в научном сообществе с момента их открытия в конце 1990-х годов. Основными причинами их появления считается столкновение галактик, либо прохождение двойной звезды вблизи сверхмассивной чёрной дыры.

## Открытие
Общепринятое мнение, что звёзды существуют только в галактиках, было опровергнуто в 1997 году после открытия межгалактических звёзд. Первые из них были обнаружены в Скоплении Девы, где, по предположениям, число их может достигать одного триллиона, а общая их масса — 10 процентов от массы всех галактик этого скопления.

## Происхождение

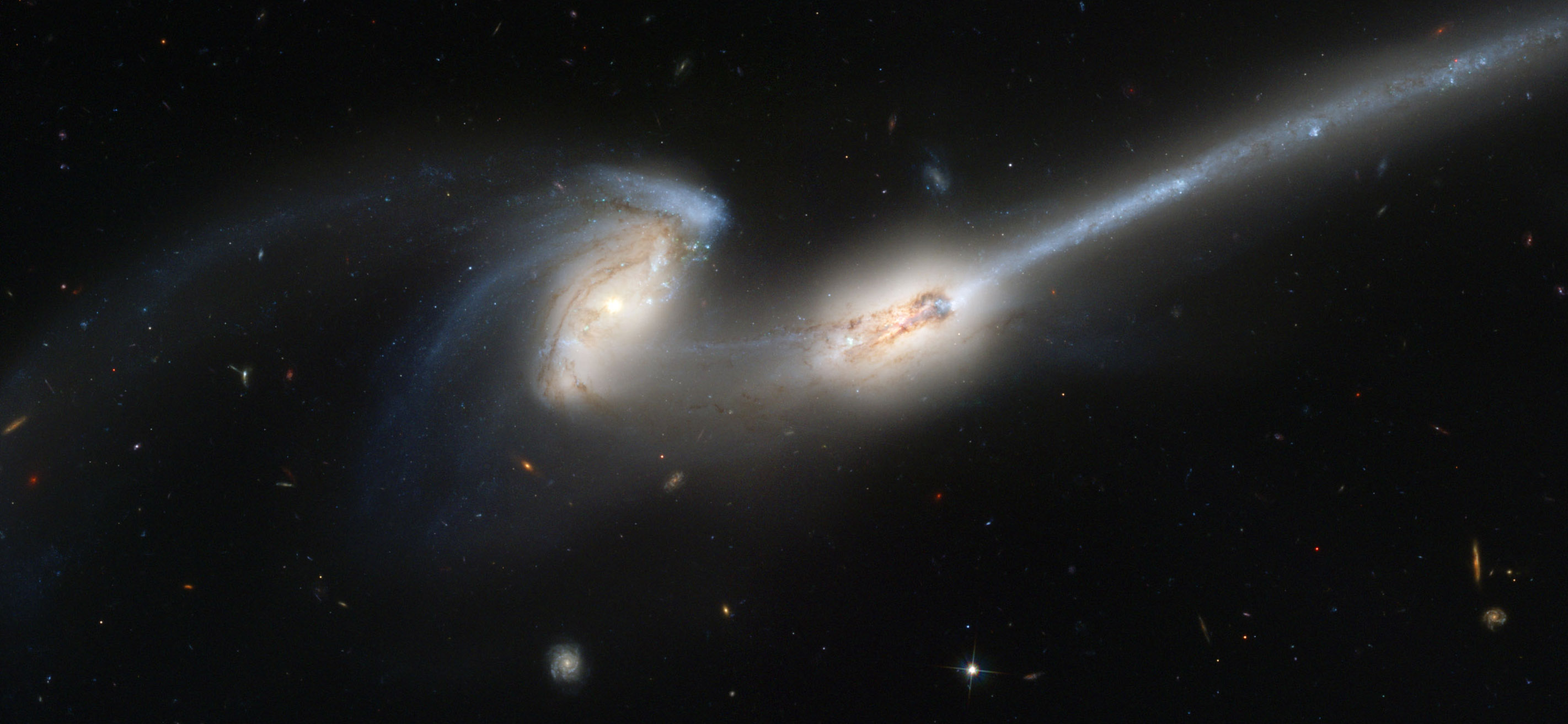
Считается, что столкновение галактик является причиной появления межгалактических звезд.

То, как возникают межгалактические звёзды, до сих пор остаётся загадкой, но согласно наиболее распространённой теории, при столкновении двух или более галактик, гравитационные силы могут выбросить некоторые звёзды в обширные пустые области межгалактического пространства. Кроме того, считается, что межгалактические звёзды могут происходить из крайне малых галактик, поскольку в них звёздам намного легче избежать гравитационного притяжения.

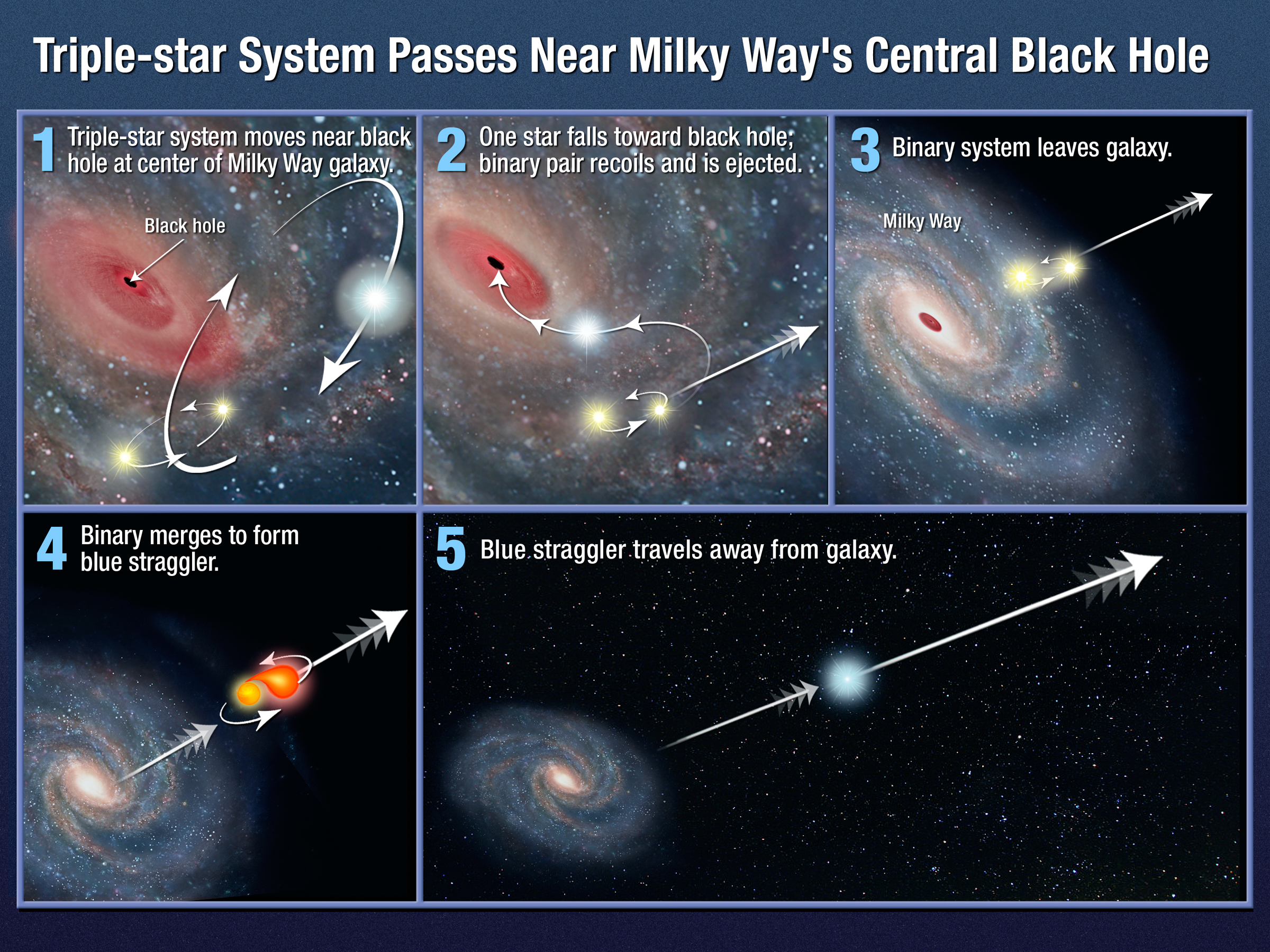
Иллюстрация предполагаемого механизма появления звезды HE 0437-5439:
1) Тройная звёздная система проходит мимо чёрной дыры в центре Млечного Пути.
2) Одна звезда попадает в чёрную дыру, оставшаяся пара набирает скорость и уносится прочь.
3) Двойная звёздная система удаляется от Галактики.
4) Обе звезды сливаются и образуют голубой гигант.
5) Голубой гигант покидает Галактику.

Согласно другой теории, звёзды могут быть выброшены из галактик сверхмассивными чёрными дырами в их центрах. Если двойная звезда притягивается к такой чёрной дыре, то одна из звёзд-компаньонов может быть поглощена дырой, а вторая, пройдя очень близко, как из пращи выстреливается со скоростью, превышающей четвёртую космическую. Такие скорости позволяют им избежать гравитационного притяжения галактики, и они становятся так называемыми сверхскоростными звёздами. В частности, именно такой механизм возникновения предполагается для известного представителя звёзд-изгоев — HE 0437-5439. Открытый в 2005 году, этот сверхскоростной голубой гигант находится от нашей Галактики на расстоянии 200 тысяч световых лет, и удаляется с одной из самых высоких известных скоростей для звезды — 722 км/с.

## История наблюдений
При помощи телескопа Хаббл в 1997 году было обнаружено большое число межгалактических звёзд в Скоплении Девы. Вскоре была открыта ещё одна группа звёзд-изгоев в Скоплении Печи.
Впоследствии, в ходе экспериментов по изучению внегалактического инфракрасного фонового излучения CIBER неожиданно выяснилось, что излучение идёт не от далёких первичных галактик, а от чего-то намного более современного и близкого. Вероятнее всего, от обычных звёзд, выброшенных в межгалактическое пространство во время столкновений и слияний галактик. Исследование показало, что от этих межгалактических звёзд идёт столько же света, сколько от звёзд, расположенных в галактиках. Таким образом, до половины всех звёзд во Вселенной может находиться за пределами галактик. В межгалактических звёздах может крыться и решение «проблемы нехватки барионов» (англ. missing baryon problem). Для решения этой проблемы было создано множество теорий в области возникновения и эволюции Вселенной, в которых указывается, что должно существовать намного больше барионов (обычной материи), чем те, которые учёные пока обнаружили.
В ходе другого исследования в университете Вандербильта было выявлено более 675 звёзд на границе Млечного Пути. Утверждается, что это сверхскоростные межгалактические звёзды, которые были выброшены из центра нашей Галактики. Данные звёзды являются красными гигантами с высокой металличностью, указывающей на их происхождение из галактического центра.
С 2005 года в Гарвард-Смитсоновском центре астрофизики Уоррен Браун и его команда производят измерения скоростей звёзд с использованием эффекта Доплера. Исследователи обнаружили несколько сверхскоростных звёзд, которые выстреливаются из галактического центра по их оценкам примерно раз в 100 тысяч лет. Одна из звёзд-беглецов со скоростью убегания 560 км/с была обнаружена в созвездии Большой Медведицы на расстоянии 240 тысяч световых лет, другая — в созвездии Рака на расстоянии 180 тысяч световых лет и скоростью 640 км/с. Ещё одной оказалась HE 0437-5439. Все эти звёзды уже покинули галактический диск, но ещё находятся в пределах галактического гало, простирающегося приблизительно на 300 тысяч световых лет.
Кроме того, исследователи из Калифорнийского университета в Беркли обнаружили вспышки нескольких сверхновых звезд, поблизости от которых не было найдено никаких галактик.